# Польская партия любителей пива
Польская партия любителей пива (пол. Polska Partia Przyjaciół Piwa, PPPP) — политическая партия 1990 года, основанная сатириком Янушем Ревиньским. Изначально целью партии было продвижение культуры питья пива в пабах английского стиля вместо водки и борьба против алкоголизма.

## История партии
Партия появилась в связи с разочарованием польского народа первыми итогам демократизации. Само юмористическое название партии предлагало полякам проголосовать за неё на выборах, поскольку достаточно часто от представителей партии было слышно «лучше не будет, но будет смешней».
Со временем члены партии создали серьёзную политическую платформу: идея о качественном пиве стала символом свободы различных собраний и самовыражения, интеллектуальной толерантности и более высокого уровня жизни. Само название партии стало одной из причин, почему в 1991 году на парламентских выборах партия набрала 2,97% голосов и получила 16 мест в Сейме. Однако позже партия раскололась на фракции «Сильного пива» и «Слабого пива», вопреки заявлениям Ревиньского, что «пиво не может быть светлым или тёмным, а только вкусным».
В 1992 году партию возглавил Лешек Бубель, под руководством которого партия потеряла все места в Сейме, набрав 0,1% голосов. В 1993 году партия была расформирована, в соответствии с требованиями нового Закона от 1997 года не регистрировалась.

## После расформирования
- Фракция Сильного пива состояла из 13 членов — Томаш Баньковский[пол.], Томаш Брах[пол.], Лешек Бубель, Славомир Хабиньский[пол.], Анджей Чернецкий[пол.], Ежи Дзевульский[пол.], Збигнев Эйсмонт[пол.], Томаш Хольц[пол.], Марек Клочко[пол.], Януш Ревиньский, Цезарий Урбаняк[пол.], Ян Зильбер[пол.] и Анджей Закжевский[пол.]. С 6 ноября 1992 года выступала как Польская экономическая программа, став позже частью Демократического союза Польши[англ.]. В программу не вошли Чернецкий и Бубель.
- Фракция Слабого пива состояла из 3 членов — Адам Хальбер[пол.], Кжиштоф Ибиш[пол.], Адам Пехович[пол.]. После перехода Хальбера в Союз демократических левых сил Ибиш и Пехович перешли в партию пенсионеров «Надежда»[пол.]. Позже стала частью Либерально-демократического конгресса[англ.] в коалиции либеральных прорыночных партий и поддержала кандидатуру Ханны Сухоцкой на пост премьер-министра Польши[3].
- В 2007 году Лешек Бубла безуспешно пытался повторно зарегистрировать партию.